# Archidike
Archidike, levde på 500-talet f.Kr., var en grekisk hetär under antiken.
Hon var verksam i den grekiska kolonin Naukratis i Egypten, men berömd i hela den grekiska världen då det sjöngs sånger om henne i Grekland. Hon har skildrats som en stereotypt arrogant och girig kurtisan. En legend hävdar att en man som inte kunde betala hennes priser bad Afrodite om att få drömma om sex med Archidike istället; och när han gjorde det, stämde Archidike honom inför rätta för att få betalning för de tjänster hon gjort för honom i drömmen.